# Evi
Evi ist ein weiblicher Vorname.

## Herkunft und Bedeutung
Evi ist eine Form von Eva.
Im Hebräischen bedeutet Evi „die Lebenschenkende“.

## Namenstage
- 26. Mai
- 24. Dezember

## Bekannte Namensträgerinnen
- Evi Allemann (* 1978), Schweizer Politikerin
- Evi Eva (1899–1985), deutsche Schauspielerin
- Evi Goffin (* 1981), belgische Sängerin
- Evi Goldbrunner (* 1975), deutsche Drehbuchautorin, Dramaturgin und Regisseurin
- Evi Grünenwald-Reimer (* 1964), Schweizer Schachspielerin
- Evi Kehrstephan (* 1982), deutsche Schauspielerin
- Evi Kent (* 1939), deutsche Schauspielerin
- Evi Kratzer (* 1961), Schweizer Skilangläuferin
- Evi Kurz (* 1955), Fernsehjournalistin, Moderatorin und Filmproduzentin
- Evi Kyprianou (* 1981), zypriotische Badmintonspielerin
- Evi Lanig (* 1933), deutsche Skirennläuferin
- Evi Liivak (1924–1996), US-amerikanische Violinistin estnischer Herkunft
- Evi Linnerth (* 1949), deutsche Realschullehrerin und Politikerin (SPD)
- Evi Marandi (* 1941), griechisch-italienische Schauspielerin
- Evi Mittermaier (* 1953), deutsche Skirennläuferin
- Evi Nemeth (1940–2013), amerikanische Mathematikerin, Ingenieurin und Hochschullehrerin
- Evi Pappa (* 1973), griechische Wirtschaftswissenschaftlerin
- Evi Romen (* 1967), österreichische Filmeditorin und Drehbuchautorin
- Evi Sachenbacher-Stehle (* 1980), deutsche Skilangläuferin
- Evi Seibert (* 1961), deutsche Radiomoderatorin
- Evi Servaes (1922–2007), österreichische Schauspielerin
- Evi Strasser (* 1964), kanadische Sportlerin
- Evi Strehl (* 1958), bayerische Heimatpflegerin und Radiomoderatorin
- Evi Van Acker (* 1985), belgische Seglerin
- Evi Wiertelotz, deutsche Fußballspielerin